# Daniel Lefèvre
Pour les articles homonymes, voir Lefèvre.
Daniel Lefèvre, né le 7 août 1937 à Cherbourg et mort le 28 juillet 2010 à Caen, est un poète français contemporain.

## Biographie
Il est le fils d'André Lefèvre, salarié de l'arsenal de Cherbourg, et d'Esther Morin.
Il est le frère de la psychanalyste Madeleine Natanson (1927-2013).
Il vit son enfance dans le quartier du Roule à Cherbourg. Il en évoque les murs de schiste dans plusieurs poèmes : 
J'ai vécu pour garder mémoire

D'une enfance qui mérita

L'amitié du schiste et du lierre
— Daniel Lefèvre, Haute fidélité, 1972-1980
Dès l'enfance, Daniel Lefèvre écrit des poèmes. Un poème de 1946 (il a alors neuf ans) fête la victoire des Alliés en Normandie… Ensuite, on trouve des poèmes de facture très classique, des "Vieux Coppées" ; on sent les influences successives des poètes qu'il découvre avec boulimie ; on passe de poèmes dédiés à José-Maria de Heredia, à une période parnassienne… À cette période, Daniel Lefèvre publie régulièrement des vers rimés dans La Lyre normande et reçoit même un prix. À l'adolescence, il rompt avec cette poésie classique et adopte les vers libres.
Daniel Lefèvre fait des études littéraires à Caen et à Paris, au cours desquelles il rédige un mémoire sur Tristan Corbière. Agrégé de lettres classiques, il enseigne au lycée Malherbe de Caen et termine sa carrière comme professeur de lettres classiques en hypokhâgne dans ce lycée. Il y enseigne le latin et la littérature. L'originalité de son regard conduit à un enseignement de la poésie qui marque.
Il fait son service militaire dans la marine nationale à Hourtin puis à Paris, en 1962-1963, période qu'il évoque dans les poèmes assez noirs du Château pourrissant :
Trois cents corps

Pêle-mêle

Dans la fosse commune du sommeil

Trois cents corps

Pêle-mêle

Avec leurs secrets fragiles

Pendant que le ciel

Tourne très lentement au-dessus de ma tête

Pendant que la nuit

Fait rouler sur ma chair son torrent de chair noire

Jusqu'au jour
— Daniel Lefèvre, Le château pourrissant, 1963
Sa poésie est influencée par ses devanciers (Guillevic, Cadou, sûrement ; Jean Follain, certainement ; Frénaud peut-être…) mais l'on entend surtout une voix bien particulière, une vibration singulière des mots une fois le livre refermé, des mots traversés de fêlures qui disent le vertige de vivre. 
Il évoque aussi Pierre Jean Jouve :
Pierre-Jean Jouve 

Le pèlerin mal protégé

Dans la nuit pleine de dangers

Où l'étoile en tremblant vient boire l'eau des douves
— Daniel Lefèvre, Contrepoids, 1962-1965

Il est l'un des treize poètes de Poésie autour de Caen (Éditions Rougerie, 1978), avec Christian Dorrière, François de Cornière. Il publie dans la revue La Corde raide et correspond avec Pierre Autin-Grenier.
Ses courts poèmes sont pleins de fulgurances, des mille petits déchirements de l'instant. 
Le fer est le fer

Et n'a que la rouille

Pour le dire
— Daniel Lefèvre, Rencontres, 2003
Ou bien, au contraire, il nous entraîne vers des monuments, des permanences, des évidences. Mais les architectures ne sont pas celles que l'on croit. Ce sont des éléments isolés du paysage, des pierres et des arbres, l'angle d'un toit ou une source, qui font frémir l'espace, qui l'emprisonnent ou l'accomplissent.
Son œuvre comprend de nombreux poèmes d'amour et des textes érotiques, mais sa poésie est traversée d'une angoisse. Il y établit des rapports subtils entre la quotidienneté, le temps et la mort. 
Il a aussi écrit des poèmes accompagnant les dessins abstraits de Marie-Thérèse Lefèvre-Jacquet, son épouse : issus du « telephone art », ces dessins griffonnés durant une conversation téléphonique sculptent l'espace et inspirent le poète.
Poète chrétien, c'est aussi un poète du doute : dans ses derniers poèmes, il interpelle un « Dieu qui n'existes qu'en lambeaux / En faibles bouffées ineffables / Dieu qui n’existes qu’en reflets / Dans le miroir cruel du doute ».
Une poésie amère et lumineuse accompagne la maladie et l'affaiblissement dans Vers l'autre rive du silence. 
Habiter pour toujours un pays sans échos

Habiter pour toujours un pays sans crépuscule et sans aurore

Habiter pour toujours un pays où ni le temps ni l'espace n'existeront plus

Habiter pour toujours un pays inhabitable

Habiter pour toujours un pays où je ne souviendrai plus de t'avoir aimée
— Daniel Lefèvre, Peindre le crépuscule, 2009
Il meurt d'un arrêt cardiaque en juillet 2010.

## Œuvres

### Recueils
- Encore la poésie, La Corde Raide, 1978.
- En l'absence de toutes preuves, Laurence Olivier Four, 1982.  (ISBN 9782728709564)
- Chemins faisant, collection La Main à la pâte, éditions Le Pavé, sans date.
- Transparents labyrinthes, La Main à la pâte, 1985
- Rencontres, Collection Encres Blanches, Encres Vives, 2003.  (ISSN 1625-8630)
- Toute la vie posée sur le tranchant des mots, Œuvres poétiques complètes (1953-2010), DN éditeur, 2012.  (ISBN 9782912337566)

### Participation
- Époque 63, numéro anthologique présenté par Serge Wellens, revue bimestrielle, Paris, mai-juin 1963.
- Poésie autour de Caen, avec douze autres poètes, revue Poésie présente, Limoges, Éditions Rougerie, 1978.
- Les Cahiers du Val Saint Père, PenteCorde, 1979.
- Quand s'enchaînent les vers libres…, Guy Cavaillon, janvier 1981.
- Traveling light (Un léger bagage), Les Cahiers de l'Odon, 1982.
- À Caen la poésie ?, La Foire à bras, printemps-été 1983.  (ISSN 0248-4730)
- Autour de Jean Follain et de quelques autres, La Barbacane, 1991.
- Entre deux nuits défaites, anthologie réalisée par Michel Cosem, Encres vives, août 2004.  (ISSN 0013-7103)
- Richard Wilbur, Quintessence. Corpus poétique des années 1947 à 2004. Poèmes traduits de l’anglais (U.S.A.) par Jean Migrenne. Avant-propos de Daniel Lefèvre. Agneaux, Éditions du Frisson Esthétique, 2011.  (ISBN 9782917440094)

### Articles
- « L'illusion, un chemin vers la vérité », article paru dans la revue Imaginaire et Inconscient, no 17, 2006, L'Esprit du Temps éditeur.  (ISBN 2847950893) :

En analysant la pièce de Corneille L’illusion comique, on peut découvrir comment l’illusion théâtrale nous conduit à une vraie connaissance de soi et des autres et comment tragédie et comédie mêlées y contribuent.
- « Sur les pas de Raskolnikov », article paru dans la revue Imaginaire et Inconscient, no 19, Les Figures du mal en littérature, janvier 2007, L'Esprit du Temps éditeur.  (ISBN 9782847951059) :

En l’ancrant solidement dans le Saint Pétersbourg du XIXe siècle, Dostoïevski, à travers le personnage de Raskolnikov, pose le problème du mal, non en philosophe, mais en romancier. Pour lui le mal n’est pas d’abord une question qui appelle une réponse rationnelle, mais une donnée fondamentale de la condition humaine à laquelle on ne peut répondre que par une universelle pitié.
- « Montaigne et La Boétie : Deux images de l'amitié », article paru dans la revue Imaginaire et Inconscient, no 20, 2007, L'Esprit du Temps éditeur.  (ISBN 9782847951141) :

Montaigne et La Boétie, grandes figures de l’amitié, ne se sont connus que les quatre dernières années de la vie de La Boétie. La comparaison des textes que l’un et l’autre ont consacrés à l’amitié, fait apparaître des attentes différentes. Le Discours de la servitude volontaire présente une vision politique, tandis que l’essai De l’amitié, se rapprochant plus de l’amour, idéalise une expérience vécue.
Articles disponibles sur le site du CAIRN : 

## Sources et références
1. 1 2  Cherbourg-Octeville en 2000, puis commune déléguée dans Cherbourg-en-Cotentin depuis 2016.
2. ↑  (BNF 15030010) Notice d'autorité personnelle.
3. ↑  Note technique sur l'établissement des œuvres complètes, Toute la vie posée sur le tranchant des mots, Œuvres complètes (1953-2010), 2012.
4. ↑  Voir certains de ses commentaires de poèmes sur le site consacré à Daniel Lefèvre.
5. ↑  Il figure ainsi parmi les poètes réunis par Max Pons : Autour de Jean Follain et de quelques autres, La Barbacane, 1991.
6. ↑  Voir la présentation de Encore la Poésie par François de Cornière, La République de Seine-et-Marne, 11 décembre 1978.
7. ↑  Quatrième de couverture de Rencontres, Collection Encres Blanches, Encres Vives, 2003.
8. ↑  D'après les résumés fournis par la revue Imaginaire et inconscient.

## Pour approfondir